# 카이모트립신
카이모트립신(chymotrypsin)은 포유류의 이자액에 들어 있는 단백질분해효소의 하나이다.  표기는 ‘키모트립신’으로 권장된다.
키모트립신(EC 3.4.21.1, 키모트립신 A 및 B, alpha-chymar ophth, avazyme, chymar, chymotest, enzeon, quimar, quimotrase, alpha-chymar, alpha-chymotrypsin A, alpha-chymotrypsin)은 췌장 액의 소화 효소 성분이다. 십이지장에서 작용하여 단백질 분해, 단백질 및 폴리펩티드 분해를 수행한다.  키모트립신은 아미드 결합(P1 위치)에 대한 아미노산 N-말단의 측쇄가 소수성 큰 아미노산(티로신, 트립토판 및 페닐알라닌)인 펩타이드 아미드 결합을 우선적으로 절단한다. 이 아미노산은 효소의 소수성 포켓(S1 위치)에 맞는 측쇄에 방향족 고리를 포함한다. 트립신이 있으면 활성화된다. 펩티드 기질 P1 측쇄와 효소 S1 결합 공동 사이의 소수성 및 모양 상보성은 이 효소의 기질 특이성을 설명한다. 키모 트립신은 또한 펩티드의 다른 아미드 결합을 더 느린 속도로 가수 분해한다. 특히 P1 위치에 류신과 메티오닌을 포함하는 결합은 더욱 그렇다.
구조적으로, 이것은 단백질분해효소(protease)의 PA 일족인 슈퍼패밀리(protein superfamily)의 원형 구조이다.

## 카이모트립신 분해펩티드
카이모트립신 분해펩티드(chymotrypsin分解peptide)은  단백질 분해 효소로 단백질을 분해하여 만들어진 펩티드 사슬이다.

## 같이 보기
- 포도당분해과정
- 단백질분해과정